# Vanhaniemi
Vanhaniemi är en liten by vid Torne älv mellan Korva och Niskanpää, men ändå närmast Niskanpää, i Övertorneå kommun. Vanhaniemi betyder översatt till svenska gammeludden.